# 辻井将孝
辻井 将孝（つじい まさたか、1982年5月6日 - ）は、日本の元ラグビー選手。2016年現在、光泉カトリック高等学校ラグビーフットボール部のコーチを務めている。

## プロフィール
- 京都府京都市出身。
- ポジションはフランカー(FL)。
- 身長 177cm、体重 95kg
- ニックネームはスネオ、ま～くん[1]、まちゃ。
- 関西代表に選ばれたことがある[2]。

## 略歴
2001年、伏見工業高校卒業後、帝京大学に入学する。
2004年、帝京大学ラグビー部の主将に就任した
2005年、帝京大学卒業後、神戸製鋼コベルコスティーラーズに加入。
2006年12月3日に行われたジャパンラグビートップリーグ第8節のワールドファイティングブル戦に途中出場で公式戦初出場を果たす。
2009年、現役を引退した。